# Підмихайлівці
Підмиха́йлівці — село в Україні, у Рогатинській міській громаді Івано-Франківського району Івано-Франківської області.

## Історія
Перша документальна згадка про село Підмихайлівці датована 1435 роком. Польський історик Дабковський (Przemysław Dabkowski) писав: «Іван Підмихайлівський з Залужжя, як звали колись його Іванком, або Іваськом був багатою людиною. Йому належали Підмихайлівці, село розташоване на півдні від Княгинич». Але чи справді назва походить від прізвища пана – стверджувати не можемо. Цілком можливо, що то пан запозичив назву собі від села, а не село від пана.
У податковому реєстрі 1515 року в селі документується 2 лани (близько 50 га) оброблюваної землі.
Протягом багатьох років селом володіли чимало землевласників: Констанція Потоцька, Людвік Покора Цєхніцький, Юліана Уруська, Михайло Попіль, Віктор Бохонський, Юліан та Михайло Тустановські. Всі вони водночас вважались патронами сільської церкви. Найдовше Підмихайлівці належали родині Тустановських — з 1871 року з невеликою перервою до кінця першої світової війни.
Дідич Михайло Тустановський продав свій маєток у Підмихайлівцях священникові Туркевичу, прелатові Львівської капітули УГКЦ. Священник Туркевич залишив собі двір з парком, 95 моргів поля, а решту розпарцелював між місцевими і довколишніми селами.
1870 року віруючі обидвох конфесій (УГКЦ, РКЦ) були парафіянами храмів у Журові.
У 1939 році в селі проживало 890 мешканців (860 українців, 20 латинників, 10 євреїв).
Жителі села в рядах ОУН і УПА чинили опір радянській окупації.
У села є свій прапор і гімн.
12 червня 2020 року, відповідно до Розпорядження Кабінету Міністрів України  № 714-р «Про визначення адміністративних центрів та затвердження територій територіальних громад Івано-Франківської області», увійшло до складу Рогатинської міської громади.
19 липня 2020 року, в результаті адміністративно-територіальної реформи та ліквідації Рогатинського району, село увійшло до складу новоутвореного Івано-Франківського району.

## Освіта
Початкова школа I ст.,

## Пам'ятки
В центрі знаходиться дерев'яна церква Чуда Св. Арх. Михайла 1850 [Архівовано 26 грудня 2013 у Wayback Machine.].
Найдавніші згадки про церкву походять з  записів літургійних книг, що зберігаються в церкві(1648).
Попередня церковна будівля була зведена у 1723.
Її замінив у 1850 р. новий дерев'яний храм. 
Пошкоджену пожежею церкву відновлено в 1875 р. 
Тоді, ймовірно, іконостас для церкви виконав маляр Яків Панькевич. 
Ще один ремонт здійснено в 1911-1913. 
У 1928 р. церкву відмальовано всередині малярем В. Дуткою. 
Повторне відновлення стінопису здійснено у 1989

## Психіатрична лікарня
В селі діє Обласна психіатрична лікарня № 2.

## Відомі люди

### Народилися
- Вітер Роман Михайлович — к. с.-г. н., доцент кафедри лісознавства Прикарпатського національного університету імені Василя Стефаника[9]
- Кісь Ярослав Павлович — вчений-історик[10]
- Орищин Степан Васильович — український вчений в галузі кристалохімії інтерметалічних сполук, кандидат хімічних наук, доцент кафедри аналітичної хімії Львівського національного університету імені Івана Франка.
- Польовий Ярослав — історик[11]
- Скасків Олег Богданович — математик, канд. фіз.-мат. наук (1985), доц. (1989), д-р фіз.-мат. наук (1996), проф. (1999), автор близько 200 праць. З 1997 проф. каф. теорії функцій і теорії ймовірностей Львів. ун-ту. Віце-президент Львів. регіон. матем. т-ва, засновник та заст. гол. ред. ж. «Матем. студії» (1991). Сорос. доц. (1997). Відмінник освіти України (1999)